# Kronau (Pullenreuth)
Der Weiler Kronau ist ein Gemeindeteil der Gemeinde Pullenreuth im Landkreis Tirschenreuth, Regierungsbezirk Oberpfalz von Bayern.

## Lage
Kronau liegt etwa 6 km südlich von Pullenreuth und 700 m südwestlich von Trevesenhammer. Durch Kronau fließt die Fichtelnaab, westlich von Kronau verläuft die St 2189.

## Geschichte
In Kronau befand sich vom 15. bis zum 17. Jahrhundert ein Blechhammer, der vom Wasser der Fichtelnaab angetrieben wurde. Kornau gehörte 1519 zum Amt Waldeck-Kemnath. In der Oberpfälzer Hammereinigung von 1387 wird zu Kronau (Grunaw) der Hammer zum Grienleins genannt. Im Salbuch von 1497 ist ein Hans Schreyer genannt, der zu Walburgis und zu Michaelis Abgaben leisten muss, zudem wird hier eine Sägemühle erwähnt, für die zwei fl Abgaben fällig sind. Im Amtsverzeichnis Anfang des 17. Jahrhunderts werden immer noch ein Hammer und eine Mühle sowie eine Mannschaft genannt. 1630 wird der Hammer auf 3000 fl geschätzt, als Inwohner werden ein Blechmeister, ein Zrennmeister und zwei Hammerschmiede genannt. Nach einem Bericht von 1666 heißt es, dermalen gangbar, wird aber alda nichts dann sünter geschmiedet. 1747 wird das frei-erbeigene Hammergut mit Mühle und Glasschleife und einem Schuster- und einem Schneiderhäusl erwähnt. Anfang des 19. Jahrhunderts wird Kronau als Oberpfälzer Ritterlehen bezeichnet, wobei mit Edikt vom 4. Juni 1848 die gutsherrliche Gerichtsbarkeit aufgehoben wird. 1824 werden zu Kronau sechs Wohngebäude mit 18 Familien und 60 Einwohnern gezählt; 1961 sind hier noch drei Wohngebäude mit 36 Einwohnern.
1808 gehörte Kronau als Teil des Steuerdistrikts Trevesen zum Amtsgericht Kemnath älterer Ordnung. Kronau wurde als Bestandteil der Gemeinde Trevensen am 1. Januar 1972 nach Pullenreuth eingegliedert.